# Lieinix lala
Lieinix lala är en fjärilsart som först beskrevs av Frederick DuCane Godman och Osbert Salvin 1889.  Lieinix lala ingår i släktet Lieinix och familjen vitfjärilar.
Artens utbredningsområde är Guatemala. Inga underarter finns listade i Catalogue of Life.